# Escurial de la Sierra
Escurial de la Sierra – gmina w Hiszpanii, w prowincji Salamanka, w Kastylii i León, o powierzchni 20,97 km². W 2011 roku gmina liczyła 269 mieszkańców.